# Liste des matchs de l'équipe de Palestine de football par adversaire
Cette liste présente les matchs de l'équipe de Palestine de football par adversaire rencontré.

## A

### Afghanistan
Confrontations entre la Palestine et l'Afghanistan :
| Date           | Lieu                   | Match                   | Score | Compétition                                      |
| 29 juin 2011   | Tursunzoda Tadjikistan | Palestine - Afghanistan | 2-0   | Qualifications pour la Coupe du monde de la FIFA |
| 3 juillet 2011 | Al-Ram Palestine       | Palestine - Afghanistan | 1-1   | Qualifications pour la Coupe du monde de la FIFA |

Bilan
- Total de matchs disputés : 2
- Victoires de l'équipe de Palestine : 1
- Victoires de l'équipe d'Afghanistan : 0
- Match nul : 1

### Arabie Saudie
Confrontations entre la Palestine et l'Arabie Saudie En Officielle 
| Date            | Lieu      | Match                     | Score | Compétition   |
| --------------- | --------- | ------------------------- | ----- | ------------- |
| 4 Décembre 2021 | Al Rayyan | Palestine - Arabie Saudie | 1-1   | Arab-Cup 2021 |

### Australie
Confrontations entre l'Équipe d'Australie de football et l'Équipe de Palestine de football en match officiels :
| Date            | Lieu  | Match                 | Score | Compétition                               |
| 11 janvier 2019 | Dubai | Palestine - Australie | 0-3   | Coupe d'Asie des nations de football 2019 |

Bilan
- Total de matchs disputés : 1
- Victories l'Équipe de Palestine : 0
- Victories l'Équipe d' Australie : 3
- Match nul : 0

### Algérie
Confrontations entre l'équipe d'Algérie de football et l'Équipe de Palestine de football en matchs officiels :
| Date         | Lieu                    | Match               | Score | Compétition                          |
| 9 avril 2005 | Jeddah, Arabie saoudite | Algérie - Palestine | 3-0   | Jeux de la Solidarité Islamique 2005 |

Bilan
- Total de matchs disputés : 1
- Victoires de l'équipe de Palestine : 0
- Victoires de l'équipe d'Algérie : 1
- Matchs nuls : 0

## B

### Bhoutan

#### Confrontations
Confrontations entre la Palestine et le Bhoutan :
|   | Date             | Lieu     | Match               | Score | Compétition                                                   |
| - | ---------------- | -------- | ------------------- | ----- | ------------------------------------------------------------- |
| 1 | 5 septembre 2017 | Thimphou | Bhoutan - Palestine | 0-2   | Éliminatoires de la Coupe d'Asie des nations de football 2019 |
| 2 | 10 octobre 2017  | Hébron   | Palestine - Bhoutan | 10-0  | Éliminatoires de la Coupe d'Asie des nations de football 2019 |

#### Bilan
Au 31 mars 2019 :
- Total de matchs disputés : 2
- Victoires de la Palestine : 2
- Match nul : 0
- Victoires du Bhoutan : 0
- Total de buts marqués par la Palestine : 12
- Total de buts marqués par le Bhoutan : 0

## C

### Cambodge
Confrontations entre la Palestine et le Cambodge :
| Date         | Lieu  | Match                | Score | Compétition                                 |
| 3 avril 2006 | Dacca | Palestine - Cambodge | 4-0   | Qualifications AFC Challenge Cup (groupe C) |

Bilan
- Total de matchs disputés : 1
- Victoires de l'équipe de Palestine : 1
- Match nul : 0
- Victoires de l'équipe du Cambodge : 0

## E

### Émirats arabes unis

#### Confrontations
Confrontations entre les Émirats arabes unis et la Palestine :
|   | Date             | Lieu      | Match                           | Score | Compétition                                                 |
| - | ---------------- | --------- | ------------------------------- | ----- | ----------------------------------------------------------- |
| 1 | 23 août 1999     | Irbid     | Palestine - Émirats arabes unis | 1-0   | Jeux panarabes de 1999 (quart de finale)                    |
| 2 | 10 octobre 2009  | Dubaï     | Émirats arabes unis - Palestine | 1-1   | Match amical                                                |
| 3 | 24 février 2012  | Abou Dabi | Émirats arabes unis - Palestine | 3-0   | Match amical                                                |
| 4 | 8 septembre 2015 | Al-Ram    | Palestine - Émirats arabes unis | 0-0   | Éliminatoires de la Coupe d'Asie des nations 2019 (2e tour) |
| 5 | 24 mars 2016     | Abou Dabi | Émirats arabes unis - Palestine | 2-0   | Éliminatoires de la Coupe d'Asie des nations 2019 (2e tour) |

#### Bilan
Au 12 avril 2019 :
- Total de matchs disputés : 5
- Victoires des Émirats arabes unis : 2
- Matchs nuls : 2
- Victoires de la Palestine : 1
- Total de buts marqués par les Émirats arabes unis : 6
- Total de buts marqués par la Palestine : 2

## J

### Jordanie
Confrontations entre la Palestine et le Jordanie  :
| Date            | Lieu  | Match                | Score | Compétition               |
| --------------- | ----- | -------------------- | ----- | ------------------------- |
| 7 Décembre 2021 | Qatar | Jordanie - Palestine | 5-1   | FIFA Arab Cup ( Groupe C) |

## K

### Kirghizistan

#### Confrontations
Confrontations entre la Palestine et le Kirghizistan :
|   | Date             | Lieu      | Match                    | Score | Compétition                                    |
| - | ---------------- | --------- | ------------------------ | ----- | ---------------------------------------------- |
| 1 | 9 avril 2006     | Dacca     | Palestine - Kirghizistan | 0-1   | AFC Challenge Cup 2006 (quart de finale)       |
| 2 | 30 mars 2009     | Katmandou | Kirghizistan - Palestine | 1-1   | AFC Challenge Cup 2010 (qualification - gr. C) |
| 3 | 19 mai 2014      | Malé      | Palestine - Kirghizistan | 1-0   | AFC Challenge Cup 2014 (gr. A)                 |
| 4 | 6 septembre 2018 | Bichkek   | Kirghizistan - Palestine | 1-1   | Match amical                                   |
| 5 | 31 décembre 2018 | Doha      | Palestine - Kirghizistan | 1-2   | Match amical                                   |
| 6 | 11 juin 2019     | Bichkek   | Kirghizistan - Palestine | 2-2   | Match amical                                   |

#### Bilan
Au 16 juin 2019 :
- Total de matchs disputés : 6
- Victoires de la Palestine : 1
- Matchs nuls : 3
- Victoires du Kirghizistan : 2
- Total de buts marqués par la Palestine : 6
- Total de buts marqués par le Kirghizistan : 7

## M

### Maldives

#### Confrontations
Confrontations entre les Maldives et la Palestine :
|   | Date             | Lieu      | Match                | Score | Compétition                                                 |
| - | ---------------- | --------- | -------------------- | ----- | ----------------------------------------------------------- |
| 1 | 12 mars 2012     | Katmandou | Palestine - Maldives | 2-0   | AFC Challenge Cup 2012 (gr. A)                              |
| 2 | 23 mai 2014      | Malé      | Maldives - Palestine | 0-0   | AFC Challenge Cup 2014 (gr. A)                              |
| 3 | 28 mars 2017     | Malé      | Maldives - Palestine | 0-3   | Éliminatoires de la Coupe d'Asie des nations 2019 (3e tour) |
| 4 | 14 novembre 2017 | Al-Ram    | Palestine - Maldives | 8-1   | Éliminatoires de la Coupe d'Asie des nations 2019 (3e tour) |

#### Bilan
Au 6 avril 2019 :
- Total de matchs disputés : 4
- Victoires des Maldives : 0
- Matchs nuls : 1
- Victoires de la Palestine : 3
- Total de buts marqués par les Maldives : 1
- Total de buts marqués par la Palestine : 13

### Maroc
Confrontation Officielle 
| Date      | lieu      | Match             | Score | Com      |
| --------- | --------- | ----------------- | ----- | -------- |
| 1/12/2021 | Al Wakrah | Maroc - Palestine | 4/0   | Arab Cup |

## N

### Népal
Confrontations entre le Népal et la Palestine :
| Date         | Lieu             | Match             | Score | Compétition                                              |
| 26 mars 2009 | Katmandou, Népal | Népal - Palestine | 0-0   | AFC Challenge Cup 2010 (tour de qualification, groupe C) |
| 8 mars 2012  | Katmandou, Népal | Népal - Palestine | 0-2   | AFC Challenge Cup 2012 (1er tour, groupe A)              |
| 6 mars 2013  | Katmandou, Népal | Népal - Palestine | 0-0   | AFC Challenge Cup 2014 (tour de qualification, groupe D) |

Bilan
| Rang | Équipe    | Pts | J | G | N | P | Bp | Bc | Diff |
| ---- | --------- | --- | - | - | - | - | -- | -- | ---- |
| 1    | Palestine | 5   | 3 | 1 | 2 | 0 | 2  | 0  | +2   |
| 2    | Népal     | 2   | 3 | 0 | 2 | 1 | 0  | 2  | -2   |

## T

### Timor oriental

#### Confrontations
Confrontations entre la Palestine et le Timor oriental :
|   | Date           | Lieu   | Match                      | Score | Compétition                                                 |
| - | -------------- | ------ | -------------------------- | ----- | ----------------------------------------------------------- |
| 1 | 8 octobre 2015 | Dili   | Timor oriental - Palestine | 1-1   | Éliminatoires de la Coupe d'Asie des nations 2019 (2e tour) |
| 2 | 29 mars 2016   | Hébron | Palestine - Timor oriental | 7-0   | Éliminatoires de la Coupe d'Asie des nations 2019 (2e tour) |

#### Bilan
Au 11 avril 2019 :
- Total de matchs disputés : 2
- Victoires de la Palestine : 1
- Match nul : 1
- Victoires du Timor oriental : 0
- Total de buts marqués par la Palestine : 8
- Total de buts marqués par le Timor oriental : 1